# David A. Palmer (anthropologue)
Pour les articles homonymes, voir David Palmer et Palmer.
David Alexander Palmer est un anthropologue canadien qui a publié plusieurs livres sur la religion, notamment sur les mouvements religieux dans la Chine moderne et contemporaine. Il est conseiller des communautés Bahaï de Hong Kong et de Macao depuis 2007.

## Biographie
Responsable du centre de Hongkong de l'EFEO depuis 2004, il est également membre du GSRL (Groupe Sociétés, Religions, Laïcités - EPHE/CNRS) et du CECMC (Centre d'études sur la Chine moderne et contemporaine - EHESS/CNRS).
En 1996, il passe un DEA en ethnopsychiatrie, puis, en 2002, il soutient sa thèse, de doctorat à l'École pratique des hautes études sur l'histoire et l'anthropologie de la religion chinoise. Cette étude montre « comment les techniques d’accomplissement du souffle, qi gong, furent « lancées au sein des institutions de l’État socialiste dans les années 1950, devinrent le véhicule de la forme d’expression religieuse la plus populaire de la Chine urbaine dans les années 1980, puis menèrent à une remise en cause puissante et durable de la légitimité des dirigeants politiques de la Chine à la fin des années 1990 » ». 
En 2011, il copublie The Religious Question in Modern China, une synthèse sur les rapports entre politique et religion en Chine, de la réforme des Cent Jours jusqu'à nos jours.

## Vie personnelle
Il est conseiller (membre adjoint du conseil d'administration) des communautés Bahaï de Hong Kong et de Macao (depuis 2007).

## Publications
- (en) Avec John Clark, John L. Sorenson, Introduction to Book of Mormon Geography, 1996, Provo: Farms

- « Falun Gong: la tentation du politique », Critique internationale, no. 11, avril 2001, p. 36-43,

- « La doctrine de Li Hongzhi. Le Falun Gong, entre sectarisme et salut universel », Perspectives chinoises, no. 64, mars-avril 2001,  p. 14-23

- « Le qigong au carrefour des discours anti : de l'anticléricalisme communiste au fondamentalisme du Falun Gong », in V. Goossaert (dir.), L'anticléricalisme en Chine, Extrême Orient Extrême Occident, 2002, p. 153-165

- (en) « Modernity and Millenialism in China: Qigong and the Birth of Falun Gong », Asian Anthropology, 2 (2003), p. 79-110.

- (en) In Search of Cumorah, Cedar Fort, 2005, 270 p.

- La fièvre du Qigong : guérison, religion et politique en Chine, 1949-1999, École des hautes études en sciences sociales, 2005, 511 p. - (en) Qigong Fever: Body, Science, and Utopia in China, Columbia University Press, 2007, 356 p.

- (en) avec Glenn Landes Shive, Philip L. Wickeri, Chinese Religious Life, Oxford University Press, 2011

- (en) avec Vincent Goossaert, The Religious Question in Modern China, CNRS, 2011, 400 p. - (fr) La question religieuse en Chine, CNRS, 2012, 400 p.

- (en) avec Xun Liu, Daoism in the Twentieth Century: Between Eternity and Modernity, University of California Press, 2012